# Dworzec dla dwojga
Dworzec dla dwojga (ros. Вокзал для двоих) – radziecki film fabularny z 1982 roku, w reżyserii Eldara Riazanowa.

## Fabuła
Akcja filmu rozgrywa się w dwóch miejscach: w jednym z więzień na północy Rosji i na dworcu kolejowym w fikcyjnym Zastupinsku (jego rolę odegrał Dworzec Ryski w Moskwie), gdzie przez przypadek dochodzi do spotkania Płatona – pianisty z Moskwy – i Wiery – kelnerki dworcowej restauracji. Płaton pociągiem Moskwa — Ałmaty jedzie spotkać się ze swym ojcem przed procesem, na którym ma odpowiadać za spowodowanie wypadku. Spotkanie z Wierą zaczyna się od awantury, kiedy Płaton odmawia zapłaty za zupę, której nawet nie tknął. Zanim dojdzie do wyjaśnienia sprawy – pociąg, którym podróżował, odjeżdża. Przyjaciel Wiery przez roztargnienie zabiera dokumenty Płatona, a w dodatku śpiący na ławce dworcowej Płaton zostaje okradziony z pieniędzy. Wiera czuje się odpowiedzialna za zaistniałą sytuację i stara się mu pomóc, co okazuje się wyjątkowo trudne. Uczucie między Płatonem, a Wierą rozkwita, kiedy Płaton zaprasza Wierę do restauracji, w której pracuje, i tam zastępuje orkiestrę, grając na pianinie. 
Trudne rozstanie z Wierą i historia kilku dni, które spędzili razem towarzyszy Płatonowi, kiedy jako więzień otrzymuje przepustkę, aby przejść 9 km do najbliższej wsi i odebrać akordeon. Ma też tam spotkać się z żoną, która pracuje w moskiewskiej telewizji i z którą od dawna niewiele go łączy. Kiedy dotrze na miejsce czeka go niespodzianka i poranny bieg z akordeonem do więzienia, aby zdążyć na poranny apel.
W 1983 film reprezentował kinematografię radziecką na Festiwalu Filmowym w Cannes.

## Obsada
- Ludmiła Gurczenko jako Wiera Niefiedowa
- Oleg Basiłaszwili jako Płaton Riabinin
- Olga Wołkowa jako Wioletta
- Nikita Michałkow jako Andriej
- Anatolij Skoriakin jako komendant
- Eldar Riazanow jako kolejarz
- Nonna Mordiukowa jako wujek Misza
- Michaił Kononow jako milicjant
- Anastazja Wozniesienska jako dyżurna w Inturiście
- Wiktor Borcow jako pianista w restauracji